# Oglaševanje
Oglaševánje je plačana oblika tržnega komuniciranja, del tržno komunikacijskega spleta, ki pa je del marketinga. Druge komponente tržnega komuniciranja (promocije) so tudi publiciteta, odnosi z javnostmi, osebna prodaja, pospeševanje prodaje, oprema prodajnega prostora, embalaža ipd.
V javni rabi je tudi izraz reklama, ki pa ni sprejemljiv, saj konotira reklamacijo in zavajanje. Oglaševanje je visoko regulirana dejavnost, v kateri ni oz. ne bi smelo biti prostora za zavajanje.

## Oglaševalski trikotnik
Oglaševalski trikotnik sestavljajo: 
- Oglaševalec: Podjetje, ki naroči in plača oglas.
- Oglaševalska agencija: Podjetje, ki kreativno zasnuje in izvede oglas.
- Mediji: Organizacije, preko katerih oglasi dosežejo ciljne javnosti.

## Zgodovina oglaševanja
V starem veku je bilo najpogostejše oglaševanje od ust do ust. Kljub temu pa so prva oglasna sporočila našli že v ruševinah Pompejev. Prvi koraki proti sodobnemu oglaševanju so bili narejeni z iznajdbo tiska v 15. in 16. stoletju. Že v 17. stoletju so se oglasi pojavljali v tednikih v Angliji. Stoletje kasneje pa je bilo oglaševanje že široko razširjeno.
Z razcvetom ekonomije v 19. stoletju je vedno bolj cvetelo tudi oglaševanje. Leta 1843 je prvo oglaševalsko agencijo ustanovil Volney Palmer v Philadelphiji. Na začetku so agencije delovale le kot posredniki za nabavo oglaševaskega prostora v časopisih, v 20. stoletju pa so začele prevzemati tudi odgovornost za vsebino le-teh.

## Zgodovina zunanjega oglaševanja
Številni strokovnjaki, med drugim tudi Ameriški inštitut za oglaševanje na prostem (Institute of Outdoor Advertising), so prepričani, da je ono najstarejša oblika oglaševanja v zgodovini človeštva. Še več, po njihovem prepričanju predstavlja oglaševanje na prostem tudi najstarejšo obliko množične komunikacije. Prve oblike oglaševanja na prostem strokovnjaki prepoznavajo v egipčanskih, več kot 5000 let starih, zapisih, vklesanih v obeliske svetišč v obliki hieroglifov. Egipčanski trgovci so prav tako uporabljali tudi tržna sporočila, vklesana v kamnite plošče in jih kot velike panoje raztavljali ob javnih poteh in cestah. Podobna so bila sporočila na ploščah v Grčiji in table na zidovih v Rimu. V bolj enostavnih oblikah so se že pojavljale zgodnje različice današnjih večjih mestnih plakatov – gledališki plakati. Arheološka najdba romanskega mesta Pompeji iz 8. stoletja priča o oglasnih sporočilih, ki so bila vklesana na mestnih zidovih, torej bi tu lahko govorili kar o zidnem ali stenskem oglaševanju. Za te prve oglase je značilno, da so bili pretežno slikovni ali simbolni, kajti večina ljudi je bila takrat nepismena. Veliko jasnih dokazov o obstoju oglaševanja je za seboj pustil starorimski čas. Alain de Botton v svoji knjigi Utehe filozofije (Botton, 2001, str. 73) piše, da »so tudi epikurejci znali ceniti pomen oglaševanja« in da so v »dvajsetih letih drugega stoletja našega štetja na osrednji tržnici v Onioandi na jugovzhodnem robu Male Azije postavili velikansko kamnito stebrišče, dolgo osemdeset metrov, visoko skoraj štiri metre in popisano z epikurejskimi gesli, ki naj bi pritegnila pozornost kupcev« (ibid.).
Kasneje v zgodovini lahko pod zunanje oglaševanje štejemo tudi izveske angleških gostiln in prenočišč iz 15. stoletja. Do pravega razcveta zunanjega oglaševanja pa pride z izumom tiskarskega stroja, ki ga je leta 1450 razvil Johannes Gutenberg. Z njim je bilo sporočilo lažje prenosljivo iz lokacije na lokacijo in plakatiranje je prešlo v rabo povsod po Evropi. V 16. in 17. stoletju sta prve plakate izdajali le dve ustanovi, cerkev in država. V tem času je imela cerkev v družbi vsestransko vlogo, zato so bili letaki pogosto pritrjeni na vrata cerkva. Na tak način je tudi Martin Luther na cerkvena vrata pribil plakat s 96 tezami. Plakat je bil sicer narejen ročno, v enem samem izvodu, učinek pa, vemo, epohalen: sprožil je reformacijo. Da tovrstno oglaševanje ni bilo le domena evropskega prostora, pričajo tudi tiskovine iz 16. stoletja na Kitajskem, ki jih lahko štejemo med prednike plakatov in so bile naperjene proti zahodu, zlasti Evropi in krščanstvu. Prednost teh tiskovin je bila, da so bile ilustracije razumljive tudi nepismeni publiki. Ta medrazredni apel je omogočila uporaba tradicionalnih podob – idiomov .
Za 18. in 19. stoletje, v obdobju po industrijski revoluciji, so že značilni mestni plakati, kot jih poznamo danes. Plakate so množično tiskali in postavljali vsi, ne le cerkev in država. V Franciji je bil konec stoletja celo sprejet zakon, ki je posameznikom dovoljeval postavljati plakate, vendar so morali biti barvni, kajti črno beli so bili rezerviran za oblast. V tem obdobju lahko prvič govorimo o simbiozi oglaševanja in umetnosti. Najbolj znana umetnika, ki sta se ukavarjala z oblikovanjem oglaševalskih tiskovin sta bila Claude Monet in Toulouse Lautrec. Na njihove oblikovanje so imela močan vpliv umetniška gibanja tistega časa: art nouveau, kubizem, ekspresionizem, nadrealizem, konstruktivizem, simbolizem, itn. Grafika pa je do danes ostala osnovnega pomena za posterje in za zunanje oglaševanje, tako da so nekateri posterji in ostali oglasi postali prave pravcate umetnine.. Švicarska in angleška vlada sta celo sofinancirali programe za razvoj posterjev kot slikarskih umetnin. To je verjetno edini oglaševalski medij, ki je prejel tolikšno podporo .
Sredi 19. stoletja so plakate uporabljali v komercialne namene tudi v Združenih državah. Ti plakati so, prav tako kot gledališki mestni plakati v Evropi, pozivali na kulturne dogodke: gledališke predstave, potujoče muzeje, cirkuse. Kasneje so se pojavile lesene plošče, namenjene za oglaševalska sporočila na plakatih, hkrati z njim pa seveda podjetja, ki so prodajala oglaševalski prostor na njih. Te plošče so imenovali 'bills' (slo. lepak), odtod prihaja poimenovanje v 'billboards' (slo. deska za oglase in lepake),, ki se za oglasne panoje v tujini uporablja še dandanes. Že takrat so se podjetja kot Singer, Coca Cola, Nestle, Michelin ali Kodak zavedala moči oglaševanja na prostem. Že leta 1896 je denimo plakat pozival ljudi, naj s seboj vzamejo Kodak: 'Take a Kodak With You' . Prve mednarodne razstave posterjev so bile organizirane med letoma 1893 in 1897 v Hamburgu, Londonu, Bruslju, Dresdnu in St. Petersburgu (ibid.). V Franciji in Veliki Britaniji so v začetku 20. stoletja ljudje nosili plakate na drogovih, kasneje so prišle tudi »sendvič-table«, po pariških in londonskih ulicah pa so panoje vozili celo s konjsko vprego, kar precej spominja na eno od sodobnih oblik oglaševanja na prostem, namreč oglaševanje na transportnih sredstvih. Popularni so bili tudi plakati in matrični odtisi na pločnikih. Pojavili so se helijevi baloni, seveda oblečeni v oglase.
Moderna doba oglaševanja na prostem se začenja s 1. svetovno vojno, ko so vse vojskujoče strani uporabljale slednjega v propagandne namene. Po vojni so ljudje, spričo naraščajočega števila avtomobilov, postajali vse bolj mobilni, oglaševalci pa so temu primerno razvijali nove načine oglaševanja na prostem. V Združenih državah je bila ta panoga že tako razvita, da so podjetja ustanovila predhodnice današnjih stanovskih organizacij, na primer Ameriške oglaševalske zveze oglaševalcev (OAAA) in Traffic Audit Biro, ki obstajajo še danes.
V petdesetih letih 20. stoletja pa je s pojavom televizije oglaševanje na prostem močno upadlo. Majhno število televizijskih postaj, gibljiva slika in zvok ter množičnost občinstva so prepričali oglaševalce. Televizijski monopol je oglaševanje na prostem dobesedno izrinil med sekundarne oz. podporne medije, katerih funkcija je odslej bila predvsem opominjati (reminder) mimoidoče na televizijske oglase in tako še bolj utrditi potrošnikovo zavest o slednjih. Ker so televizijski oglasi dajali oglaševalcem možnost večdimenzionalne komunikacije s potrošniki, so se na plakatih začeli pojavljati izseki iz televizijskih oglasov. Še dandanes je oglaševanje na televiziji največja postavka v marsikaterem oglaševalskem proračunu. 
Toda, če je bil pojav televizije povod za zaton oglaševanja na prostem, je bil, podobno, pojav satelitske televizije konec sedemdesetih let 20. stoletja povod za zaton oglaševanja na televiziji. Satelitski način oddajanja je namreč gospodinjstvom omogočal sprejemanje več deset televizijskih programov. Oboroženi z navidez povsem nedolžnim orožjem so gledalci čez noč obrnili hrbet, se pravi program, oglaševalcem in povsem spremenili svoje medijske navade. Tako so gledalci razpršili svojo pozornost na kopico programov, gledanost posamičnih programov je, posledično, upadla, z njo pa tudi učinkovitost televizijskega oglaševanja. Podobna usoda je oglaševalce doletela tudi pri tiskanih in radijskih medijih, zakaj tudi slednji so se vse bolj množili in specializirali, kar je povzročilo naraščanje števila ozko specializiranih sredstev obveščanja. Posledično, oglaševalci so bili prisiljeni poiskati rešitev, ki bi jim po eni strani omogočila doseči čim širše občinstvo, po drugi strani znižati stroške oglaševanja. In rešitev je bila, slednjič, vrnitev nazaj k zunanjim medijem, k najstarejši obliki oglaševanja v zgodovini človeštva. Oglaševanje na zunanjih medijih je tako doživelo svojevrstno renesanso. Konec sedemdesetih let dvajsetega stoletja pa se pojavi tudi danes druga najbolj razširjena oblika oglaševanja na prostem, to so 'citylight vitrine' na avtobusnih postajališčih. Številne evropske vlade so začele omejevati število plakatnih površin in z urbanističnimi ukrepi so to obliko oglaševanja praktično izrinile iz središč evropskih mest. Gospod J.C. Decaux, danes lastnik enega od treh največjih podjetij za oglaševanje na prostem na svetu, se je takrat domislil, da bi v mestih v zameno za pravico prodaje oglasnega prostora brezplačno postavljal avtobusne nadstrešnice. Z mesti je začel sklepati večletne pogodbe, običajno za dobo od 10 do 15 let, po katerih je imel pravico na vsakem postavljenem avtobusnem postajališču vgraditi določeno število 'citylight vitrin' in v njih prodajati oglasni prostor. Njegov model se je hitro razširil tudi v druge države, tako da je danes poleg klasičnih 'billboardov' ali jumbo plakatov to najbolj razširjena oblika oglaševanja na prostem.
Na razvoj oglaševanja na prostem je pomembno vplival razvoj avtomobilizma. Po podatkih ameriških oglaševalcev  v ZDA kar 86 odstotkov ljudi uporablja lastni prevoz. Večina ljudi v razvitem svetu nasploh uporablja takšno ali drugačno obliko prevoza in na ta način prihaja v neposreden stik z oglasi na prostem. To dejstvo je prav avtomobilska industrija najhitreje zaznala in izkoristila z akcijami množičnega oglaševanja na zunanjih medijih, kar je povzročilo visoko rast tega segmenta.
Razvoj oglaševanja na prostem je tesno povezan tudi z razvojem tehnologije. Prve plakate so poslikavali ročno (ta tehnika je še vedno močno razširjena v Indiji, Bangladešu in nekaterih afriških državah), danes pa že lahko govorimo o digitalnih ali celo navideznih, virtualnih oblikah oglaševanja na prostem.
Pluralizacija medijev in življenjskih slogov, neprestani tehnološki razvoj in vse večja mobilnost ljudi, povzročajo, da je danes zunanje oglaševanje bolj aktualno kot kadarkoli prej. In, ne potrebujemo posebnih vedeževalskih sposobnosti za napoved, da se bo aktualnost zunanjega oglaševanja v bodočnosti le še stopnjevala, razen seveda, če naštete svetovne tendence čez noč ne prenehajo delovati.

## Oglaševalski mediji
Nekateri oglaševalski mediji so: oglasni panoji, radio, kino in televizijski oglasi, internetne pasice, revije, časopisi, koncerti, nalepke, zadnje strani vstopnic ... Katerikoli prostor za katerega je sponzor (podjetje) plačal denar, da bi svoje sporočilo predstavil skozi medije, je oglaševanje.
Prikrito oglaševanje v drugih zabavnih medijih je znano pod imenom »postavitev produktov«.
TV oglasi so na splošno pojmovani kot najučinkovitejši široko-potrošniški oglaševalski format. To dokazujejo visoke cene, ki jih TV postaje zaračunavajo za reklamni čas med zelo gledanimi TV dogodki. Dober primer je Ameriški Super bowl - finale ameriškega nogometa, kjer 30 s reklamnega časa stane 2,3 milijona dolarjev (podatek za 2004).
Oglaševanje na internetu je v uporabi šele v zadnjih nekaj letih. Cene internetnega oglaševanja so odvisne od mnogo dejavnikov (popularnosti strani, tematika...). V istem času se je pojavilo tudi oglaševanje po e-pošti, najpogostejša so vsiljiva sporočila, ki jih imenujemo spam (podobno kot reklame trgovinskih centrov na dom).
Nekatera podjetja so predlagala oglaševanje z logotipi podjetij na rezevoarjih za gorivo vesoljskih plovil, tudi mednarodne vesoljske postaje. Kontroverzna je tudi uporaba podzavestnih zvijač v oglasih in o masovnem oglaševanju, ko človek ne more ostati nevtralen.
Neplačljivo oglaševanje ima lahko velik učinek ob minimalnih vlaganjih. To lahko dosežemo z osebnimi priporočili, še bolj ugodno pa je, če naša blagovna znamka postane enakovreden izraz s slovnično določenim izrazom.

## Opredelitev in značilnosti medijev
Spričo spolzkosti terena, po katerem stopamo, govoreč o oglaševanju, se bomo v našem prvem koraku posvetili preliminarni določitvi osnovnih pojmov in se na ta način skušali izogniti morebitni zmedi glede osnovnih definicij, ključnih za razumevanje nadaljnje vsebine. Naloga tega poglavja je torej čimnatančnejša opredelitev tistih izrazov, ki se uporabljajo v kontekstu medijev in oglaševanja na medijih. Poseben poudarek bo pri tem veljal opredelitvi avtobusnega oglaševanja in določitvi njegovega mesta znotraj navedene terminologije.
Beseda medij v oglaševalski terminologiji pomeni toliko kot prenosnik trženjskih komunikacij. Med medije tako uvrščamo televizijo, radio, časopise, revije, plakatne površine ali kakšne druge oblike prenosa trženjskih komunikacij.
Katerokoli okolje, na katero lahko napišemo, zapojemo, zakričimo ali objavimo sporočilo, je potencialni oglaševalski medij.— Shimp 2000, str. 370

## Klasifikacija medijev
Še preden se lotimo razporejanja medijev po različnih kategorijah, je treba poudariti, da znotraj teorije oglaševanja, žal, ni enotnih klasifikatoričnih parametrov. Prav nasprotno, različni avtorji navajajo zelo različne razdelitve medijev. Slednje so ne malokrat poljubno izbrane in tako podvržene avtorjevi samovolji. Drugače rečeno, navkljub vsepričujočnosti oglaševanja v vsakdanjem življenju in navalu »oglaševalskih teorij« na knjižnih policah, nikjer ne bomo našli nič takega kot je »Znanost oglaševanja«. Razlog za to je dvojen: po eni strani je sam predmet raziskave sila izmuzljiv in težko določljiv, po drugi strani pa so tudi avtorji »oglaševalskih teorij« pri svojih tematizacijah bolj ali manj zainteresirani in s tem že spočetka odločijo iztek svojih raziskav. Spričo opisanega dejstva smo se, pišoči, tudi sami znašli pred zadrego, katerih klasifikacij naj se držimo pri pisanju pričujoče diplome. Odločili smo se za kompromis: povezali bomo tiste klasifikacije, ki se v literaturi najpogosteje pojavljajo – čeravno včasih prav te ne povedo veliko - in tiste, ki so tako ali drugače relevantne za naše raziskovalno področje, tj. avtobusno oglaševanje. Pri tem bomo medije obravnavali s treh vidikov: prvič, z vidika komunikatorja, drugič, z vidika medijske vsebine in tretjič, z vidika interakcije.

## Mediji z vidika komunikatorja
Z vidika komunikatorja, se pravi, tistega, ki se z oglasom naslavlja na uporabnika, lahko medije ločimo na:
- Tradicionalne in netradicionalne
- Primarne in sekundarne

## Tradicionalni in netradicionalni mediji
Delitev medijev na tradicionalne in ne tradicionalne je zelo pogosta in obče uveljavljena ločitev, ki se je ustoličila tako v stroki kot v pogovornem jeziku. Ne tradicionalni mediji so znotraj medijske terminologije poimenovani tudi drugače: kot alternativni mediji, nekonvencionalni mediji, novi mediji, inovativni mediji. Glede na našo osrednjo tematiko bomo pozornost posvetili predvsem slednjim, saj se avtobusno oglaševanje, kot bomo videli v nadaljevanju, največkrat uvršča prav med ne tradicionalne medije. Skoraj nemogoče je namreč izbrati tak kriterij, ki bo enoznačno in trajno presodil, kateri medij spada med prve in kateri med druge. Ta isti problem se v še izrazitejši obliki ponovi pri tematizaciji ne tradicionalnih medijev, čim se slednje skuša nadalje razvrstiti v nove podkategorije: nikakor ne preseneča, da avtorji ne najdejo skupnega jezika. Vprašanje, ki vznikne takoj, ko se lotimo kategoriziranja medijev, je torej sledeče: kaj je tisto, kar neki medij opredeli kot ne tradicionalen, nov, alternativen? Je to nova tehnologija, nov način uporabe že uveljavljenega medija ali nemara kaj tretjega? V nadaljevanju bomo predstavili nekaj najpogostejših odgovorov.
V sklop tradicionalnih medijev avtorji navadno uvrščajo množične medije, ki so bili tradicionalno uporabljeni za dosego množičnega občinstva. Ti so: časopisi, revije, radio, televizija in zunanje oglaševanje, pri čemer se z zunanjim oglaševanjem največkrat meri na oglaševanje na veleplakatih . V znamenito medijsko petorico se (še danes) vlaga največ oglaševalskih sredstev. Med ne tradicionalne medije pa avtorji po navadi uvrščajo skoraj vse inovativne načine prenosa sporočila do potrošnikov . Kakor smo že zgoraj navedli, je po Shimpu lahko čisto vsako okolje, v katerem lahko pišemo, pojemo, kričimo ali objavimo sporočilo, potencialni oglaševalski medij. Tako so zidovi stranišč, majice, avtobusne in železniške postaje, trgovine, nakupovalne kartice, tla v trgovini, tekmovalni avtomobili in čolni le nekatera mesta, v katera lahko vstavimo oglase.
Nekateri avtorji, namesto o ne tradicionalnih, govorijo o alternativnih medijih. Albright deli alternativne medije na tradicionalne in nove alternativne medije. Med tradicionalne alternativne medije uvršča, denimo, stene starih hiš, napise, ki jih na nebu za seboj pušča letalo, bannerje, ki jih letala vlečejo za seboj, oglasne napise na avtomobilih ipd. Med nove alternativne medije pa vključuje npr. oglaševanje v sanitarijah in na parkirnih urah. Od alternativnih medijev Albright ločuje posebno oglaševanje angleško speciality advertising, kamor spadajo vse tiste stvari, ki se jih lahko deli brezplačno: oglaševanje na svinčnikih, pepelnikih, športnih kapah, blokih ipd. Za tovrstno oglaševanje je značilno, da ne more vsebovati veliko besedila, največkrat vsebuje le logotip in morda še slogan. Izraz alternativni medij uporablja tudi Shimp (2000, str. 395-401), poleg tega pa kot njegovo sopomenko navaja tudi izraz nekonvencionalni medij. S tema izrazoma označuje npr. oglaševanje v rumenih straneh, na videokasetah, v filmih, v sanitarijah, na sadju itd., mednje pa ne uvršča interaktivnih oglaševalskih medijev (interneta, oglaševanja na zgoščenkah), ki jih sicer, tako kot prve, imenuje novi mediji.
Iz gornjega je razvidno, da se izrazi ne tradicionalni, alternativni, nekonvencionalni, novi, ipd., v veliki meri pomensko prekrivajo. Poenostavljeno rečeno: med tradicionalne medije načeloma štejemo televizijo, radio, časopise, revije in plakate, pojem ne tradicionalni medij pa pokrije vse inovativne načine prenosa tržnih sporočil. Njihov pomen je odvisen predvsem od kategorizacije posameznih avtorjev. Kam se tedaj, glede na tukajšnje opredelitve, umešča avtobusno oglaševanje? Nasploh bi lahko rekli, da je avtobusno oglaševanje ne tradicionalni (alternativni, nekonvencionalni, novi) medij, sledeč zgoraj eksplicirani Albrightovi kategorizaciji pa bi ga dalje umestili med tradicionalno alternativne oz. tradicionalno ne tradicionalne medije.

## Primarni in sekundarni mediji
Z vidika komunikatorja lahko medije ločimo tudi na primarne in sekundarne. Primarni mediji označujejo tiste medije, ki so samostojno najučinkovitejši in najbolj optimalni za doseganje vseh komunikacijskih ciljev v zvezi z določeno blagovno znamko, v konkretni oglaševalski akciji; sekundarni mediji pa so vsi ostali mediji, ki v konkretni oglaševalski akciji spremljajo in podpirajo primarne ter pri tem proizvajajo drugačen spekter lastnosti učinkovanj. Če nekoliko karikiramo: primarni mediji so preprosto tisti, ki jim je v oglaševalski akciji odmerjen večji delež proračuna, namenjenega zakupu medijev, sekundarnim pa je, nasprotno, namenjen le majhen, podporni, delež. Kakorkoli, v oglaševalski praksi so primarni mediji navadno tisti, ki smo jih zgoraj označili za tradicionalne: TV, radio, časopisi, revije, včasih tudi plakati; funkcijo sekundarnih medijev pa običajno opravljajo netradicionalni (alternativni, nekonvencionalni, novi) mediji. No, ne glede na njihovo faktično materialno prekrivanje, nikakor ne smemo zamenjevati pomena besed tradicionalni in primarni (kakor tudi ne netradicionalni in sekundarni), zakaj prvi označuje vrsto uporabljenega medija, drugi pa vlogo določenega medija v posamezni oglaševalski akciji.

## Mediji z vidika medijske vsebine
Z vidika medijske vsebine medije delimo na tiste, ki vsebujejo informacijske, razvedrilne in druge vsebine, neodvisno od tržno-komunikacijskega sporočila in tiste, ki so namenjeni izključno tržnim sporočilom. Za medije iz prve skupine je značilno, da imajo za uporabnika splošno komunikacijsko vrednost tudi brez tržno-komunikacijskih vsebin, še natančneje, njihove tržno-komunikacijske vsebine so sekundarnega pomena glede na ostale medijske vsebine. Tak primer so denimo televizija, radio, časopis, plakati . Nasprotno pa mediji iz druge skupine delujejo izključno kot prenašalci oglaševalskega sporočila, natančneje, njihova primarna in pravzaprav edina funkcija je tržno-komunikacijska, brez slednje nimajo nikakršne komunikacijske vrednosti. Mednje uvrščamo veleplakate, posterje, brezplačne kartice, svetlobne napise ipd..
Poleg opisane alternative pa so v praksi vse pogostejši takšni mediji, ki jih z vidika medijske vsebine ne moremo povsem zvesti ne na prvo ne na drugo skupino. Ta posebna, tretja, skupina medijev je za tukajšnjo raziskavo najpomembnejša, saj vanjo pade tudi avtobusno oglaševanje. Gre za tiste medije, katerih primarna funkcija sploh ni komunikacija, marveč takšna ali drugačna uporaba (npr. transportno sredstvo). Drugače rečeno, takšni mediji spočetka nimajo ne tržnih, ne kakršnihkoli drugih komunikacijskih vsebin; le-te se jim nataknejo šele naknadno.

## Medij z vidika interakcije
Medije lahko razlikujemo tudi glede na možnost naslovljenca, da stopi v interakcijo z medijem . Medijski uporabniki lahko sami interagirajo z medijem, tako da, z ozirom na lastne preference, poiščejo želeno informacijo ali razvedrilo. Spodaj sledimo razdelitvi Kaminove , ki je vidik interakcije predstavila s pomočjo Thompsonovih treh oblik interakcije.
Prva oblika interakcije je neposredna[3] interakcija. Zanjo je značilen dialog oz. dvosmerni tok komuniciranja v določenem času in prostoru, pri čemer je poudarek na zmožnosti takojšnjega odgovora (Thompson v Kamin, 2001, str. 60).
Druga oblika interakcije je medijska interakcija. Z njo Thompson meri na komuniciranje prek tehnoloških pripomočkov, kot so npr. pismo, telefon, internet (elektronska pošta). Komunikacija je še vedno dialoško naravnana in se naslavlja na specifične osebke, toda za razliko od neposredne interakcije gre tukaj za prenašanje sporočil med posamezniki, ki so časovno in/ali prostorsko ločeni.
Tretja oblika interakcije je medijska kvaziinterakcija. Ta se nanaša na množične medije. Od medijske interakcije se razlikuje po tem, da so komunikacijske vsebine vnaprej ustvarjene in posredovane nedoločenemu obsegu potencialnih prejemnikov. Poleg tega je medijska interakcija bolj ali manj monologna, kar pomeni, da gre pri njej za pretežno enosmeren tok komuniciranja: na eni strani je nekaj posameznikov, ki ustvarja komunikacijske vsebine za posredovanje, na drugi strani pa je množica posameznikov, ki posredovane vsebine sprejema. Med prvimi in drugimi ni nobenega stika (Thompson v Kamin, 2001, str. 60, 61).
Večino medijev uvrščamo v sklop medijske kvaziinterakcije, nekaj medijev pa vendarle poseduje nekatere značilnosti medijske interakcije. Med slednje lahko uvrstimo medije, ki se trudijo, da bi prek njih posredovana sporočila vzbujala vtis osebnega nagovora in da bi prejemnika povabila k odgovoru, interakciji. Taki mediji so, denimo, neposredna pošta, komuniciranje prek elektronske pošte, nekatere spletne strani, večpredstavnosti, telefonske linije za svetovanje potrošnikom glede določenega izdelka, brezplačne kartice itd.

## Netradicionalni mediji
Do sedaj predstavljene klasifikacije in opredelitve medijev zaobjamejo takorekoč ves spekter razpoložljivih medijev na začetku tretjega tisočletja. Glede na temo tukajšnjega diplomskega dela, avtobusno oglaševanje, velja odslej posvetiti nekoliko več pozornosti netradicionalnim medijem, kamor raziskovano zvrst oglaševanja uvršča večina strokovne javnosti.

### Značilnosti netradicionalnih medijev
Potreba po netradicionalnih medijih izhaja predvsem iz potrebe po boljšem načinu doseganja potrošnikov. Včasih so bili potrošniki porazdeljeni po demografskih značilnostih (po spolu, starosti itd.), različne kategorije potrošnikov pa so oglaševalci dosegali prek tradicionalnih množičnih medijev. Današnje raziskave pa omogočajo veliko natančnejše spoznavanje potrošnikov, saj se z njimi lahko dokopljemo do podatkov o potrošnikovih »stališčih, čustvih in življenjskih stilih, ki so skupno povezani s psihografskimi značilnostmi« (Shimp, 2000, str. 104). Na podlagi tovrstnih podatkov so raziskovalne agencije v zadnjem desetletju izoblikovale nove marketinške kategorije potrošnikov. Izkazalo se je, da nekaterih kategorij potrošnikov ne moremo doseči prek množičnih medijev ali pa vsaj ne dovolj dobro. To dejstvo je oglaševalce in tržnike pognalo k iskanju novih oblik komuniciranja s potrošniki, takšnih, ki bodo potrošnike presenetili in dosegli tudi tam, kjer jih s tradicionalnimi mediji ni možno, na način, ki ga ti ne pričakujejo. Netradicionalni mediji sicer ne dosegajo tolikšnega občinstva kot tradicionalni, toda z uporabo netradicionalnih medijev lahko medijski načrtovalec veliko bolj natančno meri na svojo ciljno publiko, tako da je, summa summarum, nakupni potencial doseženega občinstva višji kot pri tradicionalnih medijih (Sissors in Bumba, 1993, str. 227).
Drugi razlog za razmah netradicionalnih medijev pa je dejstvo, da so tradicionalni mediji vse bolj nasičeni z oglasi. Če je medij, ki ga zaželena kategorija potrošnikov spremlja, zasičen z drugimi vrstami oglaševanja, lahko medijski načrtovalec predvideva, da bo potrošnikova želja po gledanju oglasa zelo majhna (Sissors in Bumba, 1993, str. 5). V primerjavi z uveljavljenimi tradicionalnimi mediji so netradicionalni pogosto manj nasičeni z oglasi in zaradi tega bolj učinkoviti. Po drugi strani, tudi sami tradicionalni mediji postajajo danes vse bolj razdrobljeni, občinstvo množičnih medijev pa vse bolj fragmentirano in težko dosegljivo. Rastoče število televizijskih postaj, nove in nove izdaje raznih tiskanih medijev sicer omogočajo natančnejše doseganje želenih ciljnih skupin, vendar pa so hkrati vedno manj primerni za množično oglaševanje. To je tudi razlog, da danes ni več možno govoriti o tisku in televiziji kot o množičnih medijih. Lahko bi celo rekli, da sami tradicionalni mediji postajajo netradicionalni. Izpeljana konsekvenca med drugim potrjuje zgoraj poudarjeno problematičnost ločevanja medijev na tradicionalne in netradicionalne.
Za netradicionalne medije na splošno velja, da so postavljeni na mesta, kjer se jim je težko izogniti in da pri potrošniku vzbudijo višjo stopnjo pozornosti na oglas kot oglasi v tradicionalnih medijih. Poleg tega netradicionalni mediji omogočajo umestitev oglasa v za izdelek relevantno okolje. Dober primer takega oglaševanja je oglaševanje v trgovinah, kjer ima potrošnik neposreden dostop do oglaševanega izdelka. Najnovejši trend na tem področju je oglaševanje na digitalnih prikazovalnikih, ki so postavljeni nad police supermarketov. Netradicionalni mediji so privlačni tudi zato, ker omogočajo kreativno medijsko načrtovanje (Sissors in Bumba, 1993, str. 227). Nekatere od tehnik so popolnoma nove in zato zanimivejše od tehnik tradicionalnih medijev, kar pripomore k učinkovitosti prenosa sporočila do potrošnika.
Navkljub številnim pozitivnim lastnostim netradicionalnih medijev, so mnogi medijski načrtovalci do teh še vedno skeptični. Glavni zadržek pri odločanju za netradicionalne medije izhaja iz dejstva, da ni nobenih natančnih podatkov o njihovem dosegu (Belch in Belch, 1993, str. 544). Problem je dvojen: po eni strani je velikost trga posamičnega netradicionalnega medija preskromna, da bi dopuščala investicije v takšne raziskave, po drugi strani pa je vprašljiv sam način merjenja dosega. Medijski načrtovalec, ki želi uporabiti netradicionalni medij, se je zato pogosto primoran zanesti na naključne subjektivne sodbe o velikosti občinstva, še zlasti takrat, ko primerja nemerljive medije z merljivimi (Sissors in Bumba, 1993, str. 232). Včasih upravljavci netradicionalnih medijev sami izvedejo raziskavo, ki naj bi medijskim načrtovalcem pomagala pri primerjavi različnih medijev in pri načrtovanju, vendar se, žal, za večino raziskav sumi, da so rezultati prirejeni v korist podjetja, ki raziskavo plača (Sissors in Bumba, 1993, str. 232).

### Vrste netradicionalnih medijev
Ponudba netradicionalnih medijev je zelo raznovrstna, tako rekoč neomejena, saj je katero koli okolje, ki ga na inovativen način lahko uporabimo za prenos sporočil, potencialni oglaševalski medij. Pri naštevanju netradicionalnih medijev bi zato težko prišli do konca. Kot smo že napovedali zgoraj, se prav tu klasifikacije najbolj razhajajo, različni avtorji omenjajo različne netradicionalne medije. Spodaj si bomo ogledali, katere kategorije netradicionalnih medijev se v literaturi najpogosteje pojavljajo.
V zadnjih letih se največ govori in piše o interaktivnih oglaševalskih medijih, predvsem o internetu. Tisoče tržnikov se je obrnilo na internet kot perspektivnemu mediju za promocijo svojih blagovnih znamk in izvrševanje prodaje. Čeprav raziskave kažejo, da potrošniki v primerjavi s tradicionalnimi oglaševalskimi mediji oglaševanje na internetu vrednotijo le kot delno koristno, se količina denarja, vloženega v spletno oglaševanje, povečuje. V vzponu je tudi oglaševanje na CD-ROM-ih, na katerih so lahko informativne, slikovite, z glasbo podprte predstavitve, pojavlja pa se tudi oglaševanje v virtualni resničnosti. (Shimp, 2000, str. 395-397)
Kot zelo učinkovit netradicionalni oglaševalski medij avtorji (Shimp, 2000, str. 398-399, Wells idr., 1992, str. 508, Book in Schick, 1990, str. 185-189) omenjajo rumene strani, katerih bistvena značilnost je, da vsebujejo relevantne informacije, ki so potrošniku na voljo točno takrat, kadar jih potrebuje. Bralci rumenih strani so ljudje, ki vedo, kaj si želijo, ne vedo pa, kje je to mogoče kupiti. Rumene strani so kot oglasni medij učinkovite tudi zato, ker večina ljudi informacij v njih ne dojema kot oglase. Podobno velja za umeščanje izdelkov v filmih (Shimp, 2000, str. 398-399). Pri tej netradicionalni obliki oglaševanja je oglaševani izdelek popolnoma integriran v film, tako da potrošnik ne opazi, da gre za oglaševanje. Nekoliko bolj očitni in pogosto uporabljeni obliki netradicionalnega oglaševanja sta oglaševanje na videokasetah in uporaba virtualnih znakov znotraj TV programa, npr. ko se med košarkaško tekmo na ekranu prikaže logotip podjetja, za katerega se zdi, da je natisnjen na tleh igrišča (Shimp, 2000, str. 398-399).
Poleg do sedaj omenjenih oblik netradicionalnega oglaševanja obstaja ogromno netradicionalnih medijev, ki se pojavljajo na različnih mestih izven doma. Te oblike avtorji različno kategorizirajo in poimenujejo: pojavljajo se izrazi oglaševanje izven doma[4], zunanje oglaševanje[5] in ambientalno oglaševanje[6]. Podrobneje jih bomo analizirali v naslednjem poglavju, saj se avtobusno oglaševanje uvršča prav mednje.

## Mediji zunaj, doma in zunanji mediji
Na koncu poglavja o medijih bomo skušali, kar se da sistematično, avtobusno oglaševanje umestiti v svet zunanjih medijev. Še pred tem pa je najprej treba razrešiti terminološko zmedo, ki vlada na področju zunanjega oglaševanja, in definirati pojme, katerih pomen se pogosto paberkuje: mediji zunaj doma, zunanji mediji, mediji na prostem, ambientalni mediji in notranji mediji.
Najpogosteje prihaja do mešanja med pojmoma »mediji zunaj doma« in »zunanji mediji«, vendar se definicije teh dveh pojmov med avtorji razlikujejo. Shimp (2000, str. 372, 373), denimo, ta dva izraza izenačuje. Po njegovem mnenju tako prvi kot drugi zajema oglaševanje na plakatih, na posterjih, poslikave na hišah, oglaševanje na avtobusih in drugih prevoznih sredstvih, velikanskih balonih in cepelinih, vključuje tudi digitalne prikazovalnike v nakupovalnih centrih, zračne napise, ki jih za seboj puščajo letala, majice, na katerih so logotipi blagovnih znamk, itd. Skupna značilnost teh medijev je po Shimpu ta, da jih potrošniki vidijo zunaj svojega doma, po čemer se razlikujejo od televizije, revij, časopisov in radija, ki jih potrošniki spremljajo doma (ali v drugih zaprtih prostorih).
Večina avtorjev (Roman in Mass, 1992, str. 49; Sissors in Bumba, 1993, str. 66, 223; Belch in Belch, 1993, str. 523-533) pa izraza »mediji zunaj doma« in »zunanji mediji« ločuje, pri čemer pripisujejo prvemu izrazu širši pomen. Zunanji mediji, med katere vključujejo veleplakate in plakate, so po njihovem mnenju le del medijev zunaj doma, medijev, med katere poleg veleplakatov in plakatov spadajo še druge vrste oglaševalskih medijev, ki se pojavljajo zunaj doma, npr. v/na avtobusih, vlakih in taksijih, na letalih, v kinodvoranah in oglaševanje na inovativnih medijih (npr. na telefonskih karticah, smetnjakih itd.).
Določeni avtorji pa govorijo le o zunanjih medijih ali le o medijih zunaj doma. In spet lahko rečemo, da se širina pojma razlikuje od avtorja do avtorja. Tako npr. Book in Schick (1990, str. 196-175) v sklop zunanjih medijev vključujeta samo obcestne veleplakate, White (1997, str. 159) pa med zunanje medije uvršča vse medije, ki se pojavljajo zunaj doma.
Sissors in Bumba (1993) ter White (2000, str. 201) govorijo tudi o ambientalnih medijih[7]. Mednje štejejo veliko število novih, majhnih medijev, katerih bistvena značilnost je ta, da so locirani izven doma, toda hkrati v nekem specifičnem prostoru (ambientu) in jih zato lahko najdemo na točno določenih mestih. Zaradi želje oglaševalcev, da bi dosegli potrošnike, kadar koli je to mogoče, je popularnost ambientalnih medijev v vzponu (Solomon, 1999, str. 254). Avtorji (Sissors in Bumba, 1993, str. 230; Solomon, 1999, str. 254; White 2000, str. 201) kot najpogostejša okolja ambientalnih medijev navajajo trgovine, kinodvorane, šole, nakupovalne centre, gostinske lokale, stadione, čakalnice v bolnišnicah, tovarne, letališča, letala, vozila itd. Na teh krajih se uporabljajo različne vrste medijev kot so, denimo, plakati, letaki, brošure, revije, veliko možnosti pa omogočajo tudi nove elektronske tehnologije, npr. velikanski TV ekrani, laserski veleplakati, videomonitorji, displeji, radio itd. (Sissors in Bumba, 1993, str. 23; Solomon, 1999, str. 254).
V želji po čim večji natančnosti bomo sami izpeljali tako klasifikacijo, ki bo iz vsega zgoraj povedanega izčrpala vse najmanjše terminološke razlike. Najprej, mediji izven doma (out-of-home) so tisti, ki so, za razliko od televizije, radia in tiska, locirani izven uporabnikovega domačega praga. Mimogrede povedano, plakati so edini tradicionalni medij, ki ga uporabnik sreča izven doma, vsi ostali mediji izven doma pa so netradicionalni. Medije izven doma lahko dalje porazdelimo na zunanje medije (out-door) in na ambientalne medije (place based media). Prvi se nahajajo na oglasnih površinah na prostem, spričo česar bi jih lahko poimenovali tudi mediji na prostem, drugi pa se, nasprotno, nahajajo v specifičnih zaprtih prostorih, ambientih, spričo česar bi jih lahko poimenovali tudi notranji mediji.
Kam se tedaj, po vsem, kar smo povedali zgoraj, umešča avtobusno oglaševanje? - Glede na zadnjo izpeljano klasifikacijo moramo avtobusno oglaševanje najprej ločiti na oglaševanje na avtobusih in na oglaševanje v avtobusih. Pri obeh gre seveda za netradicionalne (alternativne, nekonvecionalne, nove) medije, s tem, da prva še velja za tradicionalno alternativen medij, nasprotno pa je drugo ocenjeno kot povsem alternativen medij: pri prvem gre namreč za oglaševanje na prostem, pri drugem pa za oglaševanje v specifičnem zaprtem prostoru, ambientu. Skratka, oglaševanje na avtobusih se umešča med zunanje medije, oglaševanje v avtobusih pa med ambientalne. Značilnost obeh dveh oblik avtobusnega oglaševanja je med drugim tudi ta, da se v praksi največkrat uporabljata kot sekundarni oziroma podporni medij. Z vidika medijske vsebine pa avtobusi sami po sebi ne nosijo nobenih komunikacijskih vsebin, natančneje, avtobusi kot oglaševalski mediji primarno niso namenjeni sporočanju, temveč transportu, zato jih umeščamo med transportne medije.

## Oglaševanje na zunanjih medijih
Sedaj, ko smo se prebili skozi suhoparne klasifikacije in kategorizacije medijev, je treba nadaljevati pot s pobližjim spoznavanjem oglaševanja na zunanjih medijih, da bi na koncu lahko dospeli do avtobusnega oglaševanja. V pričujočem poglavju bomo zato najprej skušali odgovoriti na vprašanje, kaj oglaševanje kot tako sploh je in kakšna je njegova funkcija v svetu ter slednje prenesli na zunanje oglaševanje. Nato bomo preleteli zgodovino zunanjega oglaševanja in tako spoznali, katere oblike zunanjega oglaševanja so bile aktualne nekoč in katere so danes. Nadaljevali bomo z eksplikacijo lastnosti zunanjega oglaševanja, kar nam bo, dalje, omogočilo premotritev medijskega planiranja. Poznavanje izzivov največjih strank, tj. medijskih planerjev je, z ozirom na interese pričujoče diplome, ključnega pomena, zakaj večja kot je zadovoljnost stranke s storitvijo, višja je oz. bi morala biti cena te storitve. Kajti vprašanje, ki nas v tukajšnji raziskavi implicitno žene naprej in ki se ga bomo eksplicitno lotili šele v naslednjem poglavju, je: kako postaviti cene oglasnih površin na avtobusih tako, da bodo maksimizirale prihodek te panoge? Tretje poglavje bomo zaključili z refleksijo o učinkovitosti zunanjega oglaševanja.

## Kaj je (zunanje) oglaševanje?
Oglaševanje je prav gotovo najvidnejši in najodmevnejši del tržnega komuniciranja, kar nam sugerira tudi sama latinska beseda 'ad vertere' , ki izvorno pomeni 'obrniti pozornost (mind) proti'. Po American Marketing Association je oglaševanje opredeljeno kot »vsaka plačana oblika neosebne predstavitve in promocije idej, izdelkov ali storitev za znanega naročnika« (McCarthy, 1987, str. 468). Russelova definicija je še natančnejša: »Oglaševanje je metoda prenosa sporočila od naročnika prek medija do množice ljudi« (Russel, 1990, str. 21). Ne prva ne druga definicija pa ne povesta ničesar o tisti plati oglaševanja, spričo katere je samo oglaševanje kot panoga pogosta tarča polemik, namreč plat, ki razkriva njegov »manipulacijski« značaj. Vsi denimo vemo, da imajo oglasi neznansko moč vplivanja na ljudi, da nas le-ti »omamljajo« in (pre)pogosto izzovejo želje po stvareh, ki jih nemara sploh ne potrebujemo. Funkcija oglaševanja je namreč predvsem povečevanje potrošnje in, če nekoliko karikiramo, spodbujanje potrošniških, »materialističnih«, »kapitalističnih« vrednot. Ta, »manipulacijska plat« oglaševanja je, v to smo prepričani, sila pomembna, če hočemo razumeti, za kaj pri oglaševanju sploh gre. Zelo slikovito jo je opisal Beigbeder, znani francoski kreativni direktor:
»Sem oglaševalec: ja, onesnažujem svet. Sem tip, ki vam prodaja sranje. Ki vas sili, da sanjate o rečeh, ki jih ne boste nikoli imeli. Ko boste toliko našparali, da vam bo le ratalo vplačati avto vaših sanj, bom vmes poskrbel, da ta ne bo več moderen. Tri korake sem pred vami in vedno poskrbim, da ste ravno prav frustrirani. Glamur je dežela v katero se nikoli ne pride. Fiksam vas z novostmi – prednost novosti pa je ta, da nikoli ne ostane nova. Vedno je nekje ena novost, ki postara prejšnjo.
Sem povsod. Ne morete mi pobegniti. Kamorkoli pogledate, kraljuje moja reklama. Terorizem novosti mi pomaga pri prodajanju praznine. Moje poslanstvo je, da se vam cedijo sline. V mojem poklicu si nihče ne želi vaše sreče, saj srečni ljudje ne trošijo.
Vaše trpljenje je tisto, kar poganja posel. V našem žargonu se temu reče »postnakupno razočaranje«. Nujno rabite kak proizvod, takoj ko ga imate, pa že rabite drugega. Hedonizem ni humanizem: je cash flow. In njegov moto? »Zapravljam, torej sem.« Da bi ustvarjali potrebe, je treba zbujati ljubosumje, bolečino, nepotešenost: to so moja orožja. Moja tarča ste pa vi.« (Beigbeder, 2003, str. 14)
Kako je tedaj z oglaševanjem izven doma? Po analogiji Russelove definicije oglaševanja (Russel, 1990, str. 21) je oglaševanje izven doma metoda prenosa sporočila od naročnika prek medijev izven doma do množice ljudi.
Oglaševanje izven doma je eno od petih najpogostejših oblik oglaševanja, med katere, poleg njega, uvrščamo še televizijo, radio, tisk in internet. Od ostalega oglaševanja se ono najbolj razlikuje po načinu sprejemanja oglasov. Za razliko od drugih oblik oglaševanja, kjer potrošniki 'poiščejo in najdejo' oglas tam, kjer iščejo druge informacije, oglaševanje na prostem 'pride samo od sebe', ne da bi potrošnik iskal karkoli, še zlasti ne medijske informacije. Drugače povedano, oglaševanje izven doma potrošnika dobesedno doleti, zadane ga brez njegove vnaprejšnje vednosti in pričakovanja. Poleg tega gre pri vseh ostalih medijih v osnovi za informativne medije, kjer je oglaševanje večinoma drugotnega pomena, pri oglaševanju izven doma pa je največkrat edina funkcija medija izključno oglaševanje. To seveda ne velja v primeru transportnega in s tem avtobusnega oglaševanja ter v primeru t. i. oglaševanja na uličnem pohištvu, kjer so primarne funkcije medija načeloma drugačne; velja pa za veliko večino tovrstnih medijev.

## Oglaševalski cilji
Glavni cilj oglaševanja je povečati povpraševanje po določenem produktu, storitvi ali ideji. Druga dejavnika, ki vplivata na povpraševanje sta cena in zamenljivost. Zelo dober način za povečanje povpraševanja je, da dosežete prepoznavnost. Ta omogoča, da se visoko povpraševanje nadaljuje tudi po prenehanju oglaševanja. Produkt doseže največjo mero prepoznavnosti, ko postane sinonim za vrsto produkta (njegov ime uporabimo kot izraz za vrsto). Prepoznavnost variira glede na potrošnike in trg.
Legalno tveganje prevelike prepoznavnosti je udomačitev izraza, ki tako izgubi svojo blagovno znamko.
Med cilje oglaševanja štejemo tudi povečanje prodaje, tržni delež, osveščenost, informacije o produktih in izboljšanje ugleda podjetja.

## Oglaševalske tehnike
Oglaševalci uporabljajo več različnih spretnosti, da vas prepričajo v nakup njihovih produktov:
- Ponavljanje: Nekateri oglaševalci se poslužujejo enostavne metode zelo pogostega ponavljanja reklam, ki pa zahteva velike stroške.
- Težnje: Oglaševalci »prisilijo« kupce, da sledijo trendom, ki jih sami ustvarijo.
- Pričevanja: Kvaliteto produktov lahko oglaševalci jamčijo s pričevanji navadnih uporabnikov ali strokovnjakov.
- Pritisk: Oglaševalci poskušajo prisiliti ljudi v hiter in kratek razmislek pred nakupom z gesli, kot so: »Zaloge omejene ...« (razprodaje).
- Asociacije: Produkte oglašujejo s privlačnimi dekleti, uporabljajo trendovske besede, s katerimi potem asociramo produkt (daje občutek dobrega, primernega produkta).
- Oglaševalska gesla
- Nasprotnost
- Podzavestna sporočila: Včasih so obstajali strahovi, da se oglaševalci pri prepričevanju kupcev poslužujejo »hipnotičnih« postopkov. Nevarnost teh postopkov je nezmožnost upiranja tovrstnim sporočilom, ker niti ne vemo, da so tam.

Ker so ljudje dandanes videli že toliko oglasov, da jih klasični postopki »prepričevanja« ne pritegnejo več, so oglaševalci ubrali novo pot. Sedaj se norčujejo iz teh postopkov in hočejo predvsem s humorjem olajšati gledalcu ogled ostalih, že nadležnih oglasov. Norčujejo se prav iz »klasičnih« postopkov, ki so sedaj že dobro znani gledalcem. Cilj takega oglaševanja je vzpostaviti zaupanja vreden stik s kupcem - »Mi spoštujemo vas, vi pa bi morali spoštovati nas, ker vas nočemo prevarati.«

## Nedobičkonosno oglaševanje
Enake tehnike oglaševanja lahko širijo koristne informacije prav zaradi svoje pronicljivosti - dosežejo zelo velik del prebivalstva. Mnogi so mnenja, da oglaševanje s tem opravičuje svoj obstoj, medtem ko je komercialnih oglasov že preveč. Primeri takih informacij so resni problemi npr. AIDS, globalno segrevanje itd.